# Uhersko (nádraží)
Uhersko je železniční stanice jižně od obce Uhersko v Pardubickém kraji. Stanice se nenachází v katastru stejnojmenné obce, ale městyse Chroustovice v okrese Chrudim. Stanice leží na dvoukolejné elektrizované železniční trati Praha – Česká Třebová, která je součástí 1. a 3. tranzitního železničního koridoru. Řadí se mezi důležité železniční tratě transevropské dopravní sítě TEN-T a zároveň tvoří součást 4. panevropského železničního koridoru.

## Historie

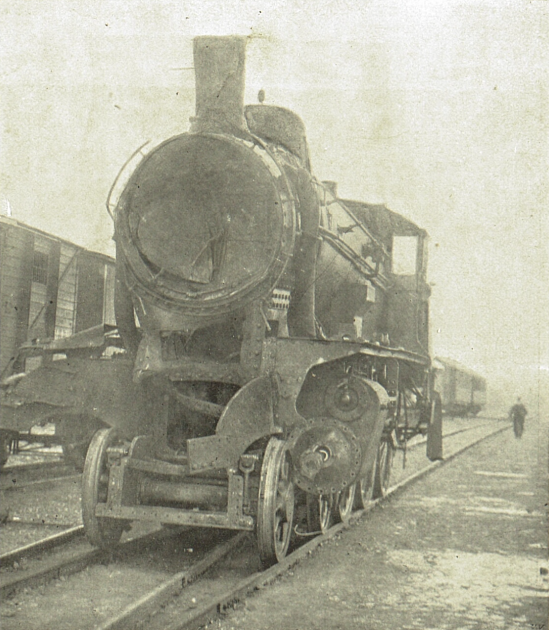
Rozbitá lokomotiva pražského rychlíku (časopis Světozor, 1910)

Kolem roku 1850 byla společnosti Severní státní dráha v km 286,463 zřízena zastávka Uhersko mezi stanicemi Zámrsk a Moravany.
Dne 25. prosince 1909 došlo ve stanici k železniční nehodě, která patřila k jedněm z nejtragičtějších nehod v historii železniční dopravy v rakouském mocnářství. Rychlík jedoucí z Prahy se zde v 9:30 ráno vinou chybně postaveného návěstidla čelně srazil s odstaveným nákladním vlakem. Nehoda si vyžádala celkem 13 mrtvých a nejméně 94 lehce a těžce zraněných.
V roce 2013 proběhla výměna staničního zabezpečovacího zařízení. Původní reléové zabezpečovací zařízení AŽD 71 bylo nahrazeno novým elektronickým stavědlem typu ESA 44.

## Popis stanice
Stanice je vybavena staničním zabezpečovacím zařízením 3. kategorie – elektronické stavědlo ESA 11, které je dálkově řízeno z centrálního dispečerského pracoviště v Praze.

## Přeprava
Ve stanici zastavují pravidelné vlaky osobní přepravy kategorie osobní vlak (Os), které provozuje železniční dopravce České dráhy. Tyto vlaky jsou zařazeny do integrovaného dopravního systému IREDO.
Bezbariérový přístup je umožněn na všechna nástupiště.

## Výpravní budova
V roce 1850 ve strážním domku č. 126 byla upravena jedna místnost na čekárnu s výdejem jízdenek. V roce 1856 Společnost státní dráhy zastávku přeměnila na stanici, ve které se nacházel sklad a manipulační kolej. V roce 1884 byla na úseku železniční trati Kostěnice – Uhersko postavena druhá kolej a ve stanici Uhersko došlo k rozšíření kolejiště. Zároveň bylo přestavěno skladiště na výpravní budovu podle projektu inženýra Františka Kubína. Dvoupodlažní budova se středním úzkým rizalitem ukončeným trojúhelníkovým štítem byla zastřešena sedlovou střechou. Fasáda byla zdobena cihlovými lizénovými rámy, které byly odstraněny při opravách budovy. V roce 1996 byla v těsném sousedství výpravny postavena provozní budova.

## Galerie

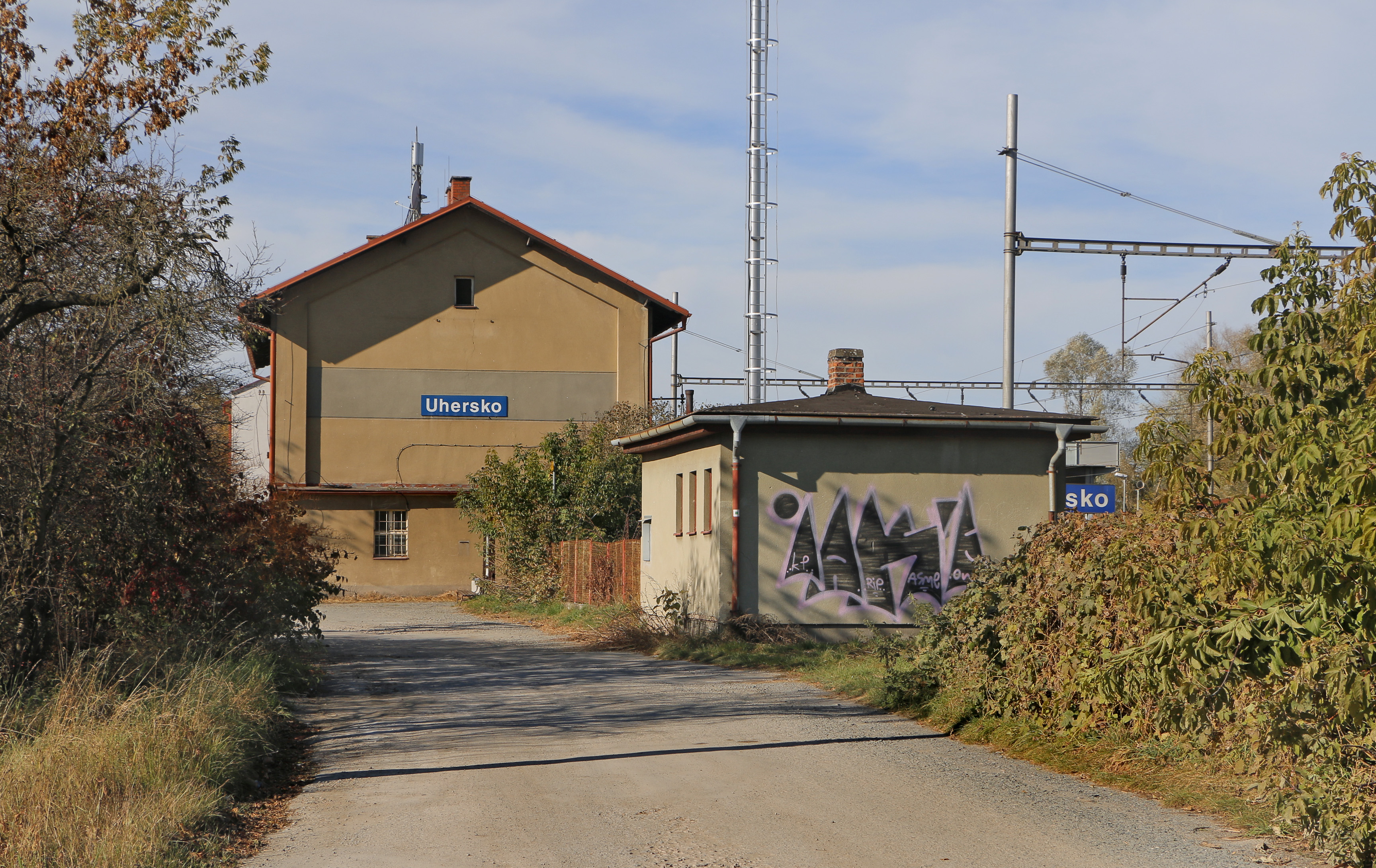
Bývalá nádražní budova
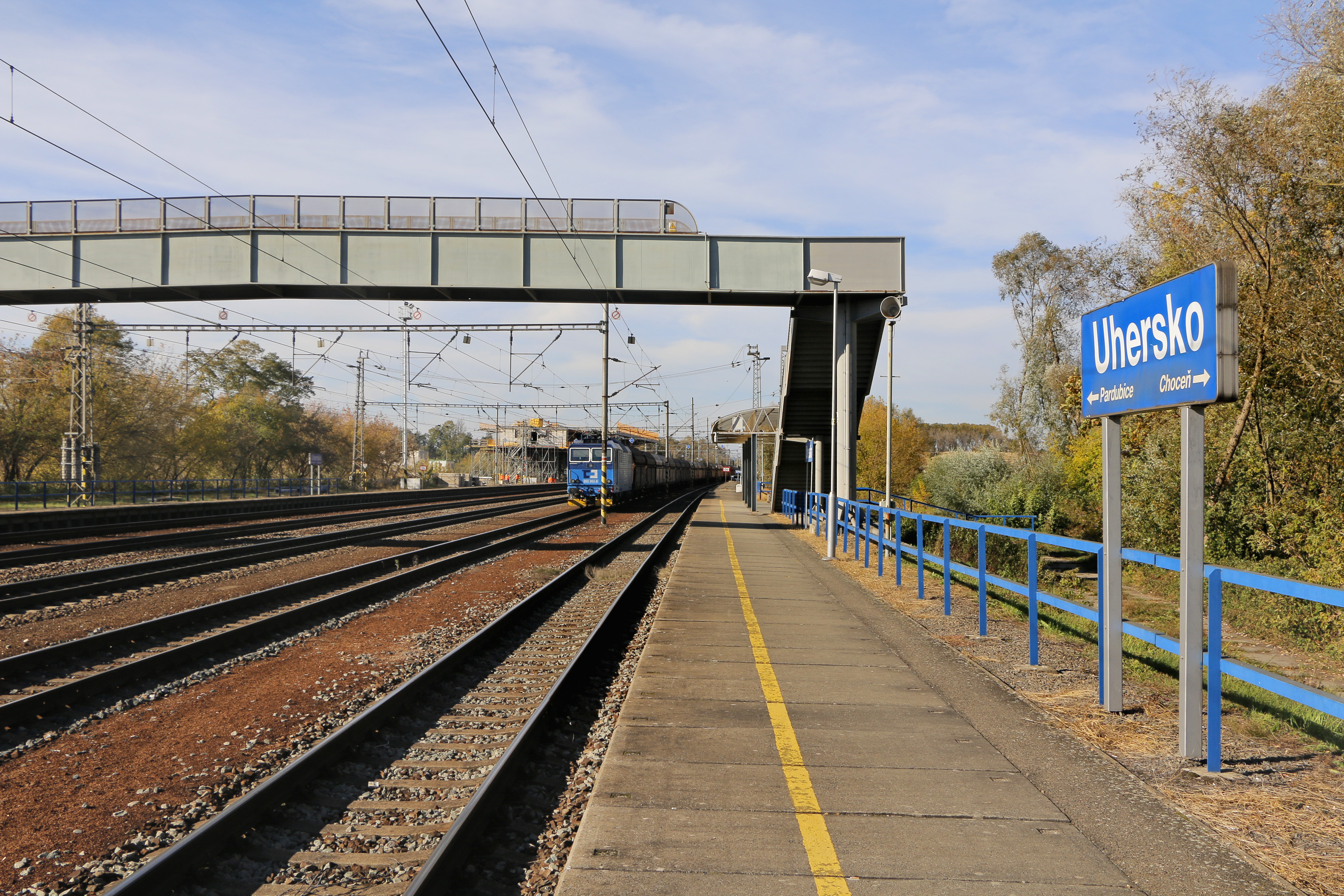
Nástupiště směr Pardubice
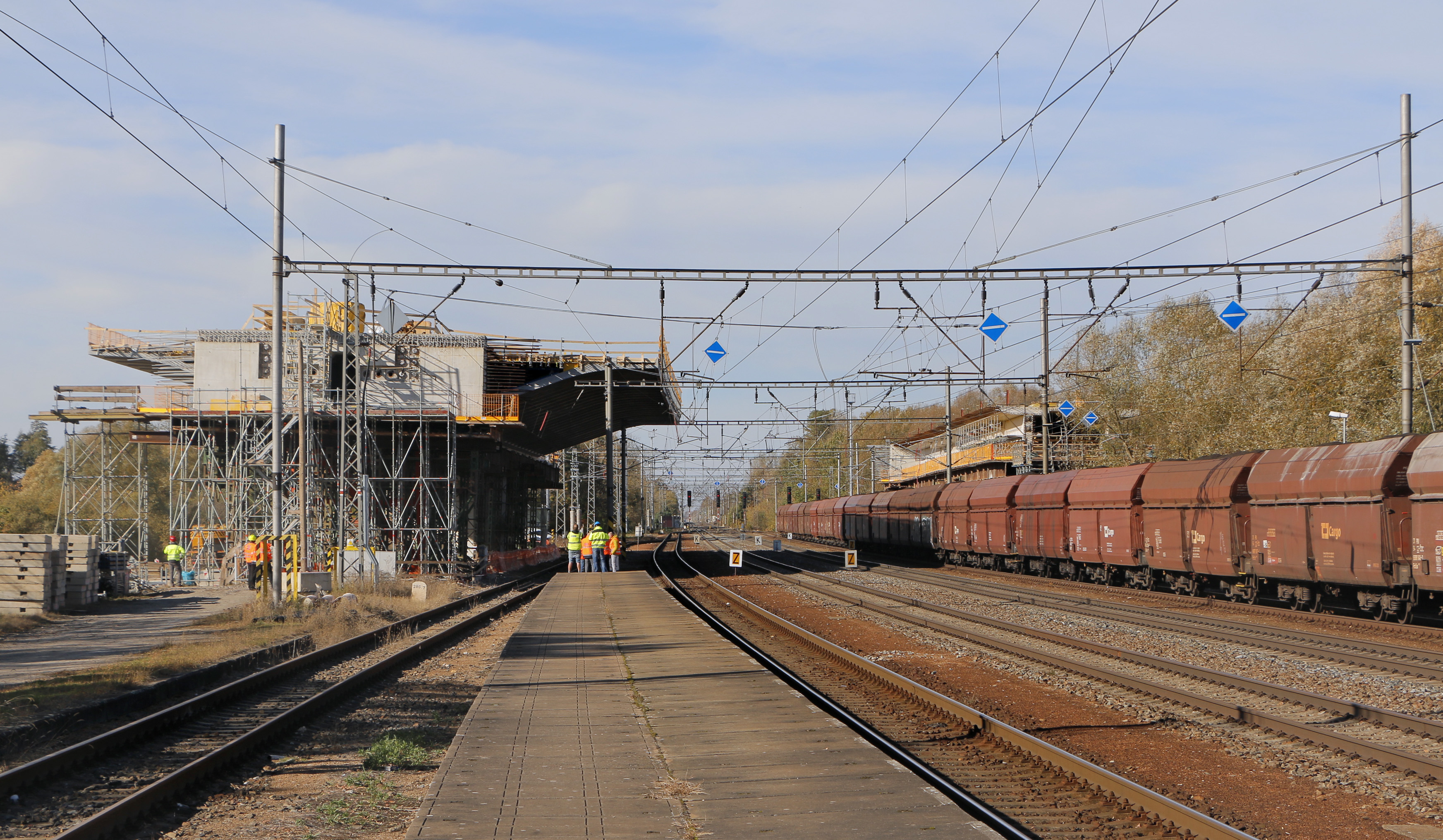
Stavba mostu dálnice D35